# Municipio de Elm River (Dakota del Norte)
El municipio de Elm River (en inglés: Elm River Township) es un municipio ubicado en el condado de Traill en el estado estadounidense de Dakota del Norte. En el año 2010 tenía una población de 32 habitantes y una densidad poblacional de 0,43 personas por km².

## Geografía
El municipio de Elm River se encuentra ubicado en las coordenadas 47°16′53″N 96°53′29″O / 47.28139, -96.89139. Según la Oficina del Censo de los Estados Unidos, el municipio tiene una superficie total de 75.1 km², de la cual 75,1 km² corresponden a tierra firme y (0 %) 0 km² es agua.

## Demografía
Según el censo de 2010, había 32 personas residiendo en el municipio de Elm River. La densidad de población era de 0,43 hab./km². De los 32 habitantes, el municipio de Elm River estaba compuesto por el 90,63 % blancos, el 9,38 % eran amerindios. Del total de la población el 0 % eran hispanos o latinos de cualquier raza.